# Ulrike Gaul
Ulrike Gaul (* 5. August 1960 in Möckmühl; † 14. Juni 2020) war eine deutsche Entwicklungsbiologin. 

## Leben
Ulrike Gaul studierte Biochemie und Physik an der Eberhard Karls Universität Tübingen. 1988 promovierte sie am dortigen Max-Planck-Institut für Entwicklungsbiologie. Im Anschluss führten sie Forschungsaufenthalte an die University of Washington und die University of California in Berkeley. Von 1993 an war sie Professorin an der Rockefeller University in New York. 2008 wurde sie mit einer Alexander-von-Humboldt-Professur ausgezeichnet. 2009 folgte sie einem Ruf auf eine Alexander-von-Humboldt-Professur an der Ludwig-Maximilians-Universität München, wo sie am Center for Integrated Protein Science Munich (CIPSM) arbeitete.
Schwerpunkte ihrer wissenschaftlichen Arbeit waren die Analyse der Rolle von Gliazellen im Nervensystem von Fruchtfliegen sowie systembiologische Untersuchungen zur Genregulation in der Entwicklungsbiologie.